# Juan de la Fuente
Juan de la Fuente est un skipper argentin né le 15 août 1976 à Buenos Aires.

## Carrière
Juan de la Fuente obtient une médaille de bronze olympique de voile en classe 470 aux Jeux olympiques d'été de 2000 de Sydney et aux Jeux olympiques d'été de 2012 à Londres.